# Alessandro Farnese (1520-1589)
Alessandro Farnese (Valentano, 10 mei 1520 - Rome, 3 februari 1589) was een Italiaans kardinaal (geestelijke) en diplomaat. Hij was een kleinzoon van paus Paulus III die ook Alessandro Farnese heette. Hij zelf was een zoon van Pier Luigi Farnese.

## Biografie
Alessandro Farnese werd geboren in het plaatsje Valentano. Later ging hij studeren aan de Universiteit van Bologna. Een paar jaar later werd hij benoemd tot administrateur van het bisdom Parma. Op 14-jarige leeftijd werd hij door zijn opa paus Paulus III benoemd tot kardinaal-diaken van de Sant'Angelo. In zijn leven werd hij meerdere malen tot bisschop gemaakt:
- bisschop van Parma (1534)
- aartspriester van de Santa Maria Maggiore (1537)
- Latijns patriarch van Jeruzalem (1539, titulair)
- aartspriester van de Sint-Pieter (1543)
- bisschop van Cahors (1554)
- aartsbisschop van Monreale (1568)

Farnese werd tot pauselijk legaat in Avignon benoemd en hij moest als apostolisch diplomaat de slepende strijd tussen koning Frans I van Frankrijk en keizer Karel V van het Heilige Roomse Rijk tot een goed einde brengen. In 1546 werd hij naar Karel V gestuurd om steun aan de keizer te bieden in de Schmalkaldische Oorlog. In 1580 was Farnese een van de grote kandidaten om paus te worden. Hij stierf in 1585.
Alessandro Farnese liet na zijn dood veel bezittingen na. Hij stond in zijn tijd bekend als een kunstliefhebber en was in het bezit van een grote collectie die tegenwoordig in handen is van de familie Bourbon-Parma. Hij was onder meer bouwheer van de Villa Farnese in Caprarola. Alessandro werd begraven in de kerk Il Gesù in Rome, een kerk die hij zelf had gefinancierd.